# Kanton La Rochette
Der Kanton La Rochette war von 1860 bis 2015 ein französischer Wahlkreis im Département Savoie. Er umfasste 14 Gemeinden und hatte seinen Hauptort in La Rochette.

## Gemeinden
Der Kanton bestand aus vierzehn Gemeinden:
| Gemeinde                | Einwohner Jahr | Fläche km² | Bevölkerungsdichte | Code INSEE | Postleitzahl |
| ----------------------- | -------------- | ---------- | ------------------ | ---------- | ------------ |
| Arvillard               | 840 (2013)     | 29,28      | 29 Einw./km²       | 73021      | 73110        |
| Bourget-en-Huile        | 147 (2013)     | 6,79       | 22 Einw./km²       | 73052      | 73110        |
| La Chapelle-Blanche     | 535 (2013)     | 4,13       | 130 Einw./km²      | 73075      | 73110        |
| La Croix-de-la-Rochette | 322 (2013)     | 3,04       | 106 Einw./km²      | 73095      | 73110        |
| Détrier                 | 410 (2013)     | 2,25       | 182 Einw./km²      | 73099      | 73110        |
| Étable                  | 373 (2013)     | 2,7        | 138 Einw./km²      | 73111      | 73110        |
| Le Pontet               | 142 (2013)     | 8,66       | 16 Einw./km²       | 73205      | 73110        |
| Presle                  | 433 (2013)     | 11,58      | 37 Einw./km²       | 73207      | 73110        |
| La Rochette             | 3.692 (2013)   | 4,66       | 792 Einw./km²      | 73215      | 73110        |
| Rotherens               | 339 (2013)     | 1,74       | 195 Einw./km²      | 73217      | 73110        |
| La Table                | 441 (2013)     | 14,85      | 30 Einw./km²       | 73289      | 73110        |
| La Trinité              | 331 (2013)     | 4,88       | 68 Einw./km²       | 73302      | 73110        |
| Le Verneil              | 88 (2013)      | 7,52       | 12 Einw./km²       | 73311      | 73110        |
| Villard-Sallet          | 278 (2013)     | 3,14       | 89 Einw./km²       | 73316      | 73110        |